# Воєводська дорога 107 (Польща)
Воєводська дорога 107 (пол. Droga wojewódzka) (DW107) — воєводська дорога класу GP в Західнопоморському воєводстві, протяжністю 24,8 км, сполучає Дзівнувек із національну дорогу 3 у Парловку. Дорога пролягає через округ Кам'єнь (гміни: Дзівнув, Кам'янь-Поморський і Волін).

## Допустиме навантаження на вісь
З 13 березня 2021 року допускається рух транспортних засобів з навантаженням на одну ведучу вісь до 11,5 тонн, крім місць, позначених знаком заборони В-19.

## Міста вздовж маршруту 107
- Дзівнувек
- Вжосово
- Камень-Поморський
- Жевново
- Яжислав
- Реково
- Доброполе
- Парловко